# AquaMark
AquaMark war eine Benchmark-Software von Massive Development auf Basis der Krass-Grafik-Engine, die auch in AquaNox 2: Revelation zum Einsatz kam. Sie verwendete die DirectX-Schnittstelle in Version 9. Von synthetischen Benchmarks hob es sich insofern ab, dass eine herkömmliche Spiel-Engine im Hintergrund lief, die auch Rückfalloptionen auf Direct X 7 und 8 bot. Ab Version 3 wurde Aquamark im Internet veröffentlicht und war nicht mehr nur dem Fachpublikum vorbehalten. Ziel war es, dass auch Heimbenutzer das Messwerkzeug selber ausführen können. Es richtete sich jedoch weiterhin auch an Fachmagazine, die Hardware so reproduzierbar vermessen konnten. Enthalten waren Kamerafahrten mit Schwerpunkt auf typische Grafikanforderungen wie Partikelsysteme, Environment Mapping, Terrain- oder Pflanzen-Rendering, Volumen-Nebel, Multimaterial Shadern und massive Überlappungen. In der kostenlosen Version wurden nur Gesamtpunktzahlen angezeigt. Messung der pro Sekunde berechneten Pixel, Skriptsteuerung und Bildschirmfotos von exakten Frames waren einer kommerziellen Version vorbehalten.